# Oscinisoma longipalpus
Oscinisoma longipalpus är en tvåvingeart som först beskrevs av Günther Enderlein 1913.  Oscinisoma longipalpus ingår i släktet Oscinisoma och familjen fritflugor. Inga underarter finns listade i Catalogue of Life.